# Крем, Ида
Ида Крем (нем. Ida Krehm, в замужестве Пик, англ. Pick; 24 февраля 1912, Торонто — 12 августа 1998, Сан-Хосе, Коста-Рика) — канадско-американская (гражданка США с 1944 года) пианистка российского происхождения.
Училась в Торонто у разных преподавателей, в том числе у Вигго Киля, а после 1929 года — в Чикаго у Рудольфа Ганца. В 1937 году в течение трёх недель выиграла в США три престижных музыкальных конкурса, в том числе Наумбурговский. С этого времени началась активная концертная деятельность Иды Крем, в ходе которой она уделяла особое внимание редко исполняемым авторам (от Иржи Бенды до Чюрлёниса) и современникам (в частности, Эрнест Блох написал специально для неё Фантастическое скерцо — премьера, с Чикагским симфоническим оркестром, состоялась 2 декабря 1950 года). Среди записей Иды Крем — альбом «Фортепианная музыка из России», включающий произведения Чайковского, Рахманинова, Скрябина и др.
В поздние годы Ида Крем совмещала сольные партии в фортепианных концертах с руководством оркестром, дирижируя непосредственно из-за фортепиано (первый такой концерт был дан ею в Хилверсюме в 1962 года).

## Личная жизнь
В 1936 году вышла замуж за пианиста и композитора Джозефа Ричарда Пика. Их брак продлился до смерти Пика в 1955 году.